# Никоман
Никоман (мкд. Никоман) је насеље у Северној Македонији, у средишњем делу државе. Никоман је село у саставу општине Штип.

## Географија
Никоман је смештен у средишњем делу Северне Македоније. Од најближег града, Штипа, насеље је удаљено 12 km источно.
Насеље Никоман се налази у историјској области Јуруклук. То је побрђе које чини западну претходницу планине Плачковице. Североисточно од насеља тече река Брегалница. Надморска висина насеља је приближно 770 метара.
Месна клима је умерено континентална.

## Становништво
Никоман је према последњем попису из 2002. године имао 4 становника.
Већинско становништво су етнички Македонци (100%). До почетка 20. века већина у селу су били Турци.
Претежна вероисповест месног становништва је православље.